# Wiñaymarca
Le lac Wiñaymarca, signifiant en aymara "village éternel", aussi connu sous les noms de Wiñaymarka, Huiñamarca, Huiñaymarca, Pequeño (au Pérou) et lac Mineur, est un lac constituant la partie sud du lac Titicaca.
Il est bordé par la Bolivie et le Pérou.

## Géographie
Le lac Titicaca est subdivisé en deux parties, Wiñaymarca étant la plus petite partie, l'autre étant le lac Majeur (Lago Grande, aussi Lago Chucuito).

## Faune et flore
Le lieu est l'habitat de la grenouille géante du Titicaca (Telmatobius culeus) — actuellement en danger d'extinction — dont elle est endémique .

## Pollution
Selon des études scientifiques la boue du lac Wiñaymarca est hautement contaminée en chrome, cuivre, fer, plomb, zinc et arsenic et les poissons présentent des grandes concentrations de cadmium.